# 金秀烈
金 秀烈（キム・スヨル、朝鮮語: 김수열、1943年11月18日 - ）は、朝鮮民主主義人民共和国の政治家。羅先市人民委員会委員長、海運部副部長などを歴任した。

## 経歴
1943年生まれ。出生地は不明。1996年に政務院海運部副部長に任命され、1998年に最高人民会議第10期代議員に選出された。1999年に羅津・先鋒市人民委員会委員長に任命された。
2003年11月に羅先市人民委員会代表団を率いて中国吉林省延辺朝鮮族自治州を訪問し、延辺朝鮮族自治州中国共産党党副書記と会談した。2009年に韓長賦吉林省長率いる代表団が羅先市を訪れると、羅津港などの開発について議論した。2009年3月8日に実施された最高人民会議第12期代議員選挙で代議員に再選されたが、2011年に羅先市人民委員長を解任された。

## 参考サイト
- 북한정보포털

| 先代 | 羅先市人民委員会委員長1999年 - 2011年 | 次代趙正浩 |